# Gildpoort

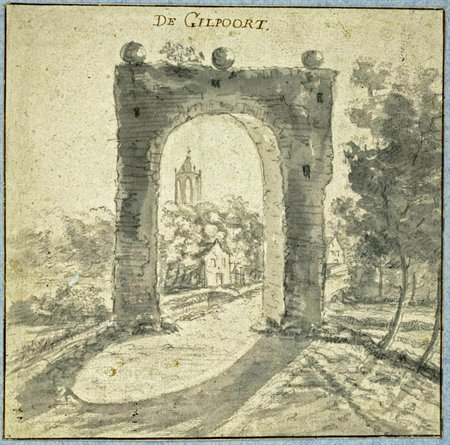
Gildpoort met de brug (Herman Saftleven, circa 1670)

De Gildpoort was een poort die in vroegere eeuwen bij de stad Utrecht stond.
De Gildpoort lag aan de noordoostzijde van Utrecht aan de straat die vandaag de dag bekendstaat als de Biltstraat. In de Middeleeuwen lag er vanaf de Wittevrouwenpoort een voorstad. De oostelijke toegang tot de voorstad, en in bredere zin de stadsvrijheid, was de Gildpoort. De poort bevond zich daar aan de Biltsche Grift tezamen met de Gildbrug, die als overbrugging over deze waterweg diende. De kunstenaar Herman Saftleven heeft de poort rond 1670 afgebeeld. Omstreeks 1680 werd er een buitenplaats ter hoogte van de poort met de brug gebouwd. De buitenplaats werd ernaar vernoemd en kreeg de naam Gildestein.